# سیل‌های دسامبر ۲۰۲۱ مالزی
سیل‌های دسامبر ۲۰۲۱ مالزی مجموعه‌ای از سیل‌های جاری شده‌است که هشت ایالت مختلف مالزی را درنوردیده است. از ۱۴ دسامبر ۲۰۲۱، یک توفند استوایی به سواحل شرقی مالزی شبه‌جزیره‌ای رسید و به مدت سه روز بارش‌های سیل‌آسا را در سراسر شبه‌جزیره به همراه داشت. در این سیل دست‌کم ۳۹ کشته، ۱۰ مفقود و بیش از ۶۸۰۰۰ نفر آواره شدند.

## انتقاد از دولت
دولت مالزی به دلیل عدم واکنش فوری به اقدامات امدادی مورد انتقاد قرار گرفته‌است. گزارش‌هایی از جانب قربانیان وجود داشت که توسط مقامات نادیده گرفته شدند و نتوانستند به موقع به آنها کمک کنند و مجبور بودند برای کمک‌رسانی به کارگران و داوطلبان خارجی تکیه کنند. سری شریفه سابرینا سید آکیل، رئیس یک گروه حفاظت محلی، واکنش کند را نتیجه بوروکراسی ناکارآمد عنوان کرد.